# Église Saint-Germain d'Ollezy
L'église Saint-Germain d'Ollezy est une église située à Ollezy, en France.

## Localisation
L'église est située sur la commune de Ollezy, dans le département de l'Aisne.